# 涅夫斯科耶湖
涅夫斯科耶湖（羅馬化：Ozero Nevskoye），清朝称塔赖喀湖，帝俄时期称艾恩斯科耶湖（俄语：Озеро Невское），日治时期称多来加湖（日语：／），是庫頁島中部的半咸水海跡湖。

## 历史
历史上是鄂罗克人、尼夫赫人和萨哈人的活动范围。17世纪被松前藩发现。1945年苏联占有后次年改称涅夫斯科耶湖，以亚当·约翰·冯·克鲁森施滕率领的“涅瓦”号命名。1950年代兴建有大坝，将湖分为东西两块。

## 地理
涅夫斯科耶湖位于特米-幌内低地中，接近波罗奈河河口。北面是奥库托沼泽，南面隔狭窄的沙嘴与捷尔佩尼耶湾相望。湖水东部较咸，浅约半米；西部淡，深约一米多。该湖长38公里，宽10公里，面积178平方公里，水量0.32立方公里，平均深1.8米，咸度1.9‰。
奥列尼亚河、鲁库塔马河、德林纳亚河、黑濑川、音无川、马はん川、トイ川、オクト川和多兰川流入湖内。它是全俄第73大的湖，萨哈林州最大的湖，在日治时期是日本第3大湖，水由多来加川流入海。